# جوش هاروب
جوش هاروب (بالإنجليزية: Josh Harrop) هو لاعب كرة قدم بريطاني في مركز الوسط، ولد في 15 ديسمبر 1995 في ستوك بورت في المملكة المتحدة. لعب مع مانشستر يونايتد.

## وصلات خارجية
- جوش هاروب على موقع قاعدة بيانات كرة القدم.إي يو (الإنجليزية)
- جوش هاروب على موقع Soccerbase.com (لاعب) (الإنجليزية)
- جوش هاروب على موقع Soccerway.com (الإنجليزية)
- جوش هاروب على موقع عالم كرة القدم.نت (الإنجليزية)

قالب:تشكيلة بريستون نورث ايند